# Hedwig Grimm
Hedwig „Hedi“ Grimm (* 20. Februar 1910 in Frankfurt am Main als Hedwig Staubesand; † 8. September 2003 in Kassel) war eine deutsche Agraringenieurin und Rosenexpertin. Sie war Mitgründerin und langjährige Vorsitzende des Vereins „Roseninsel Park Wilhelmshöhe“.

## Leben
Hedi Grimm studierte Landwirtschaft in Göttingen. 1938 heiratete sie Wernt Grimm. Der Ehe entstammen vier Kinder.
Sie gründete, angeregt durch die Forschungen ihres Mannes zum Rosarium im Bergpark Wilhelmshöhe, zunächst 1976 den Freundeskreis Kassel des Vereins deutscher Rosenfreunde und danach zusammen mit ihrem Mann 1977 den Verein „Roseninsel Park Wilhelmshöhe“, der sich um die Wiederbelebung des 1766 auf der Roseninsel unterhalb des Schlosses Wilhelmshöhe gegründeten Rosariums kümmerte. Unter der Leitung des Ehepaars Grimm pflegte der Verein nicht nur die vorhandenen, teils über 200 Jahre alten Rosen, sondern pflanzte auch neue Rosensorten, die den Plänen des Landschaftsparks entsprachen. Die Roseninsel wurde bei der Bundesgartenschau 1981 in Kassel zur Attraktion für Rosenfreunde.
Hedi Grimm starb am 8. September 2003 in Kassel.

## Ehrungen
Zusammen mit ihrem Mann erhielt sie 1981 die Kasseler Stadtmedaille und 1997 den Ehrenbrief des Landes Hessen. Außerdem wurde sie mit dem Paul-Dierichs-Preis ausgezeichnet. 1990 bekam sie als erste Frau den Steinfurther Rosenring verliehen.
Der Rosenzüchter Louis Lens hat 2002 eine Rosensorte nach ihr benannt.

## Schriften
- mit Wernt Grimm, Anny Jacob: Alte Rosen und Wildrosen. Ulmer, Stuttgart 1990, ISBN 3-8001-6334-9. 2. Auflage 1992, ISBN 3-8001-6498-1.
- mit Wernt Grimm: Die Rosensammlung zu Wilhelmshöhe. Verein Roseninsel Park Wilhelmshöhe, Kassel 1981. 4. Auflage unter Mitarbeit von Hermann Mielke und Eilike Vemmer. 1996.
- Rosen in America – Rosen aus America. In: Rosenjahrbuch. Verein Deutscher Rosenfreunde, Baden-Baden 1998, S. 50–63.